# Mattiastrum badghysii
Mattiastrum badghysii är en strävbladig växtart som beskrevs av F. Sadat. Mattiastrum badghysii ingår i släktet Mattiastrum och familjen strävbladiga växter. Inga underarter finns listade i Catalogue of Life.